# Municipio de Texas (Illinois)
El municipio de Texas (en inglés: Texas Township) es un municipio ubicado en el condado de DeWitt en el estado estadounidense de Illinois. En el año 2010 tenía una población de 1246 habitantes y una densidad poblacional de 13,47 personas por km².

## Geografía
El municipio de Texas se encuentra ubicado en las coordenadas 40°5′56″N 88°58′18″O / 40.09889, -88.97167. Según la Oficina del Censo de los Estados Unidos, el municipio tiene una superficie total de 92.48 km², de la cual 92,3 km² corresponden a tierra firme y (0,2 %) 0,19 km² es agua.

## Demografía
Según el censo de 2010, había 1246 personas residiendo en el municipio de Texas. La densidad de población era de 13,47 hab./km². De los 1246 habitantes, el municipio de Texas estaba compuesto por el 96,23 % blancos, el 0,64 % eran afroamericanos, el 0,48 % eran amerindios, el 0,32 % eran asiáticos, el 1,04 % eran de otras razas y el 1,28 % eran de una mezcla de razas. Del total de la población el 1,44 % eran hispanos o latinos de cualquier raza.